# Kanton Anzin
Kanton Anzin (francouzsky Canton d'Anzin) je francouzský kanton v departementu Nord v regionu Hauts-de-France. Tvoří ho šest obcí. Před reformou kantonů 2014 ho tvořily 4 obce.

## Obce kantonu
od roku 2015:
- Anzin
- Beuvrages
- Bruay-sur-l'Escaut
- Escautpont
- Fresnes-sur-Escaut
- Onnaing

před rokem 2015:
- Anzin
- Beuvrages
- Bruay-sur-l'Escaut
- Saint-Saulve